# Faura
Faura è un comune spagnolo di 3 535 abitanti situato nella comunità autonoma Valenciana.